# Acacia latericola
Acacia latericola é uma espécie de leguminosa do gênero Acacia, pertencente à família Fabaceae.